# 吉村由美
吉村 由美（よしむら ゆみ、1975年1月30日 - ）は、日本の歌手である。大阪府寝屋川市出身。身長161cm。血液型はA型。北米では「スー（Sue、スーザン（Susan）の略）」とも。ポップデュオ「PUFFY」のメンバー。

## 概要
ソニー主催のオーディションで見出され、ソロデビューの予定だった（その時の音源が後にsolosoloとして発売）が、大貫亜美と知り合いPUFFYを結成、1996年5月デビュー。翌1997年、ソロデビュー。大貫が結婚・出産に伴って活動を控えていた間も、TV・映画等で精力的に活動を続けており、フジテレビのライブ番組「FACTORY」では、長年司会を担当している。
PUFFYとしての立ち位置は向かって左。

## 人物
中学校の頃は陸上部に所属し、走り幅跳びで寝屋川市の大会で優勝。運動神経が良く、デビュー前はスポーツジムや鉄筋工のバイトをしていた。卓球が得意。しかしダンスは得意ではなく、相方共々デビュー前に特訓を受けるも覚えられなかった。
人見知りのため初対面の人と打ち解けられず、またヤンキーであった過去や関西弁などで怖がられるが、実際は繊細でナイーブ、どちらかというとMだという。しかし一方でよく飲み歩き、大宮エリーら飲み友達も多いという。
以前は喫煙者であったが、現在は非喫煙者である。
右の足首には猫、首にはクローバー、左手首に星のタトゥーを入れている。
髪型や髪色をよく変え、エクステをしばしば着用している。
相方に負けず劣らずの漫画好きであり、様々な漫画の帯や巻末に登場している。またブログ内でゲーマーを自称し、さまざまなRPGをプレイする。

## 来歴
- 1975年1月30日、寝屋川市で次女として誕生。
- 1979年、寝屋川市立中央幼稚園入園。
- 1981年、寝屋川市立中央小学校入学。
- 1987年、寝屋川市立第一中学校入学。陸上部入部。2年生の時に父を亡くす。
- 1990年4月、私立東洋家政高等専修学校入学。1ヶ月で中退。
- 1992年、ソニー主催「ちょっとそこまでオーディション」で準グランプリ獲得。
- 1996年5月、PUFFYとしてデビュー。12月4日、自転車の2人乗りで事故、左脛骨骨頭剥離骨折、全治6週間。
- 1997年、「V.A.C.A.T.I.O.N.」でソロデビュー
- 1999年4月2日、西川貴教と結婚。
- 2002年、サントリー なっちゃん CMに出演。7月1日、西川と離婚。
- 2003年4月、フジテレビ「堂本兄弟」レギュラー。11月、フジテレビ721「FACTORY」レギュラー。
- 2004年5月、映画「犬と歩けば チロリとタムラ」に妹役で出演。
- 2005年、映画「隣人13号」に赤井のぞみ役で出演。
- 2006年3月、フジテレビ「新堂本兄弟」レギュラー卒業。
- 2009年2月、映画「ヘブンズ・ドア」にショップ店員役で出演。
- 2010年1月2日、公式サイトにて2009年12月31日に29歳の7年来の友人（一般人）と再婚したことを報告。
- 2012年8月1日、第1子男児を出産。
- 2013年12月31日、公式サイトにて一般人男性と離婚したことを報告。

## エピソード
幼い頃から人見知りが激しく、一人でゴム跳びをしすぎて脱腸で手術した。また、小学校5年の頃に腹痛で病院に行くと、盲腸と診断され即手術したが、その際に麻酔があまり効いておらず、意識下で手術されたと語ったことがある。
2歳上の姉とは仲が良く、相方をして「美人姉妹」と言わしめる。
デビュー後まもなく、相川七瀬とテレビ局の廊下で殴り合いの喧嘩をしたことが週刊誌に書かれたが、相川の家に遊びに行く仲である。相川の家で生まれたチンチラの子猫を譲り受け「ジャンケン」と命名、猫派を公言するようになる。現在は犬も飼っている。
2003年に2ヶ月間、単身でロサンゼルスに語学留学。
2005年、ロリータ18号やニューロティカのメンバーとともにバンド「C Quick Attacker”」を結成、ボーカルを担当し、不定期にライブを行なっている。
YUKI、藤井隆と仲が良く、お互いのエピソードをしばしば番組で語ることがある。相川七瀬とは大親友。また、長年FACTORYの司会をしている縁から日本のロックバンドを好んで聴き、フラワーカンパニーズや斉藤和義などの大ファンであることを公言している。

## 出演

### CM
- サントリー「なっちゃん」
  - 『支度をするなっちゃん「いってきます」篇』（2002年） 母親役で八嶋智人、三浦透子と共演
  - 『へこむパパ』
  - 『帰宅後すぐに出掛けるなっちゃん』
  - 『写真を撮るなっちゃん・チェキ』（2002年）
  - 『どんぐりになりたいなっちゃん』（2002年）
  - 『しっかりしてよ父親なんだから』
- ダイハツ「ムーヴラテ」
  - 『洗車の前に、まず洗顔篇』（2005年） 大貫亜美と共演
  - 『隣の試着がよく見える篇』（2005年） 大貫亜美、小川圧司らと共演
  - 『デラックスリラックス篇』（2006年） 大貫亜美と共演

当初は主に大貫亜美のみの出演だったが、シリーズ6弾目（COOL追加）から吉村由美と共演するようになった。
- ユニクロ「心斎橋店オープン」（2010年9月 - ）

## ディスコグラフィー
- シングル「V.A.C.A.T.I.O.N.」（1997年）
- アルバム「solosolo」（1997年）

## 訳書
- ウィズモおじさんのあたらしいポンコツぐるま（1999年）